# Drukarnia Łazarzowa

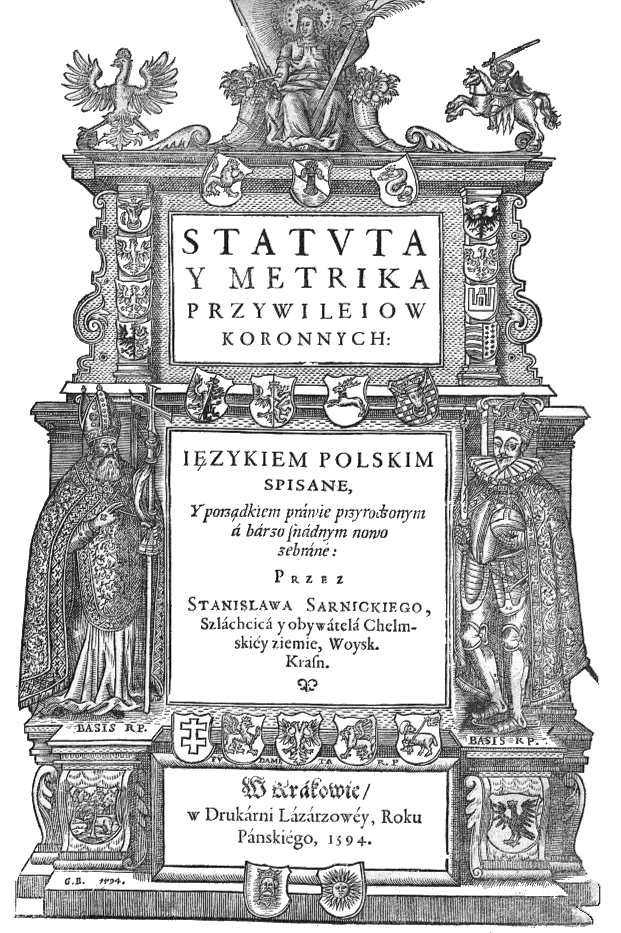
Frontyspis dzieła Stanisława Sarnickiego Statuta i metryka przywilejów koronnych 1594, wydanego w Drukarni Łazarzowej w Krakowie

Drukarnia Łazarzowa (Oficyna Łazarzowa) – renesansowa drukarnia założona przez Łazarza Andrysowicza w Krakowie, znana również pod łacińską nazwą Officina Lazari.

## Historia
Od 1557 r. godłem oficyny wydawniczej Łazarza Andrysowicza (Andrysowica) był rysunek obelisku wzniesionego ok. 1555 r. pod Krakowem przez Jerzego Joachima Retyka.  
Drukarnia Łazarzowa miała ścisły związek z drukarnią Hieronima Wietora, który to w roku 1518 założył tłocznię w Krakowie. Po jego śmierci przedsiębiorstwo przejęła żona Barbara, która wyszła powtórnie za mąż za Łazarza Andrysowicza ze Strykowa. Od tej pory oboje prowadzili drukarnię. W oficynie wydawniczej Andrysowicza wydanych zostało 261 druków w tym 130, które opublikowano w języku polskim. Drukarnia słynęła z wydawnictw dużej jakości oraz wysokiego poziomu edytorskiego.
W drukarni wydawano bieżące utwory literackie, religijne i naukowe w tym m.in. w latach 1551-53 trzytomową pracę Marcina Kromera O wierze i nauce luterskiej, w 1551 Commentariorum de Republica emenanda libri quinque Andrzeja Frycza Modrzewskiego, zbiory praw Bartłomieja Groickiego oraz Jana Herburta, w 1561 O śmierci Jana Tarnowskiego Jana Kochanowskiego, a także 14 dzieł Stanisława Orzechowskiego - Fidei catholicae confessio z 1561, Quincunx 1564 i innych.
Wydane zostały w niej liczne książki ważne dla rozwoju nauki polskiej jak np. O sprawie, sypaniu, wymierzaniu i rybieniu stawów" Olbrychta Strumieńskiego z 1573 roku, które jest pierwszym dziełem w języku polskim o hodowli ryb oraz inżynierii lądowej , a także pierwsza polskojęzyczna praca na temat geodezji oraz miernictwa z 1566 roku „Geometria to jest miernicka nauka” Stanisława Grzepskiego . Cenione są jego wydawnictwa muzyczne, wydrukował m.in. utwory Mikołaja Gomółki, Wacława z Szamotuł oraz Valentina Bakfarka.

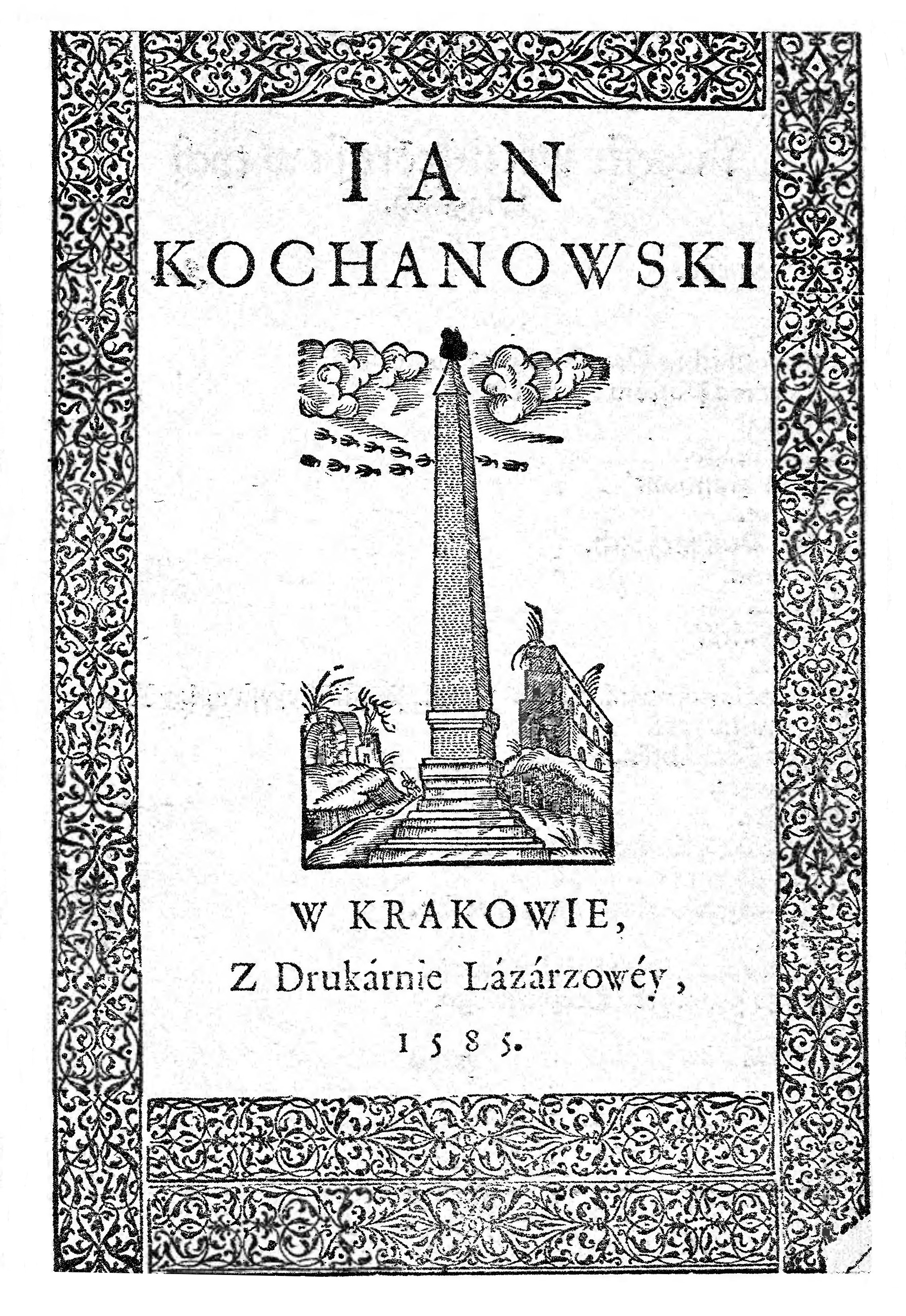
Zbiorcze wydanie wierszy Jana Kochanowskiego wyd. 1585
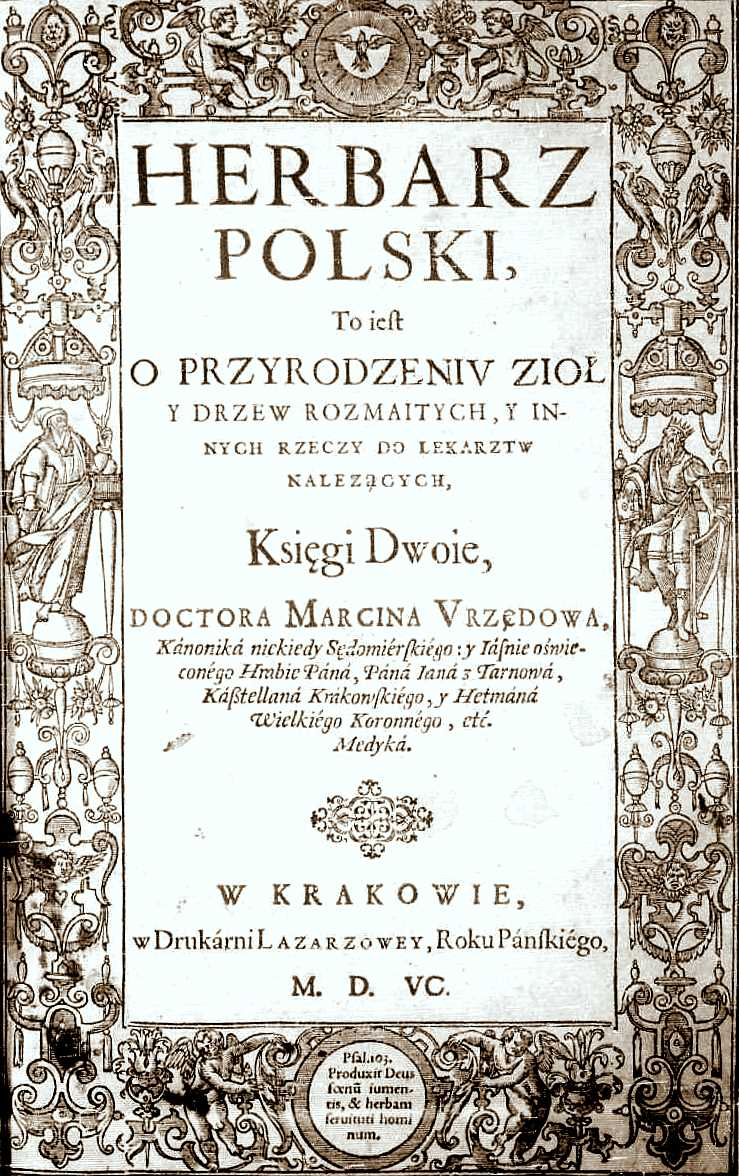
Herbarz polski Marcina z Urzędowa, wyd. 1595
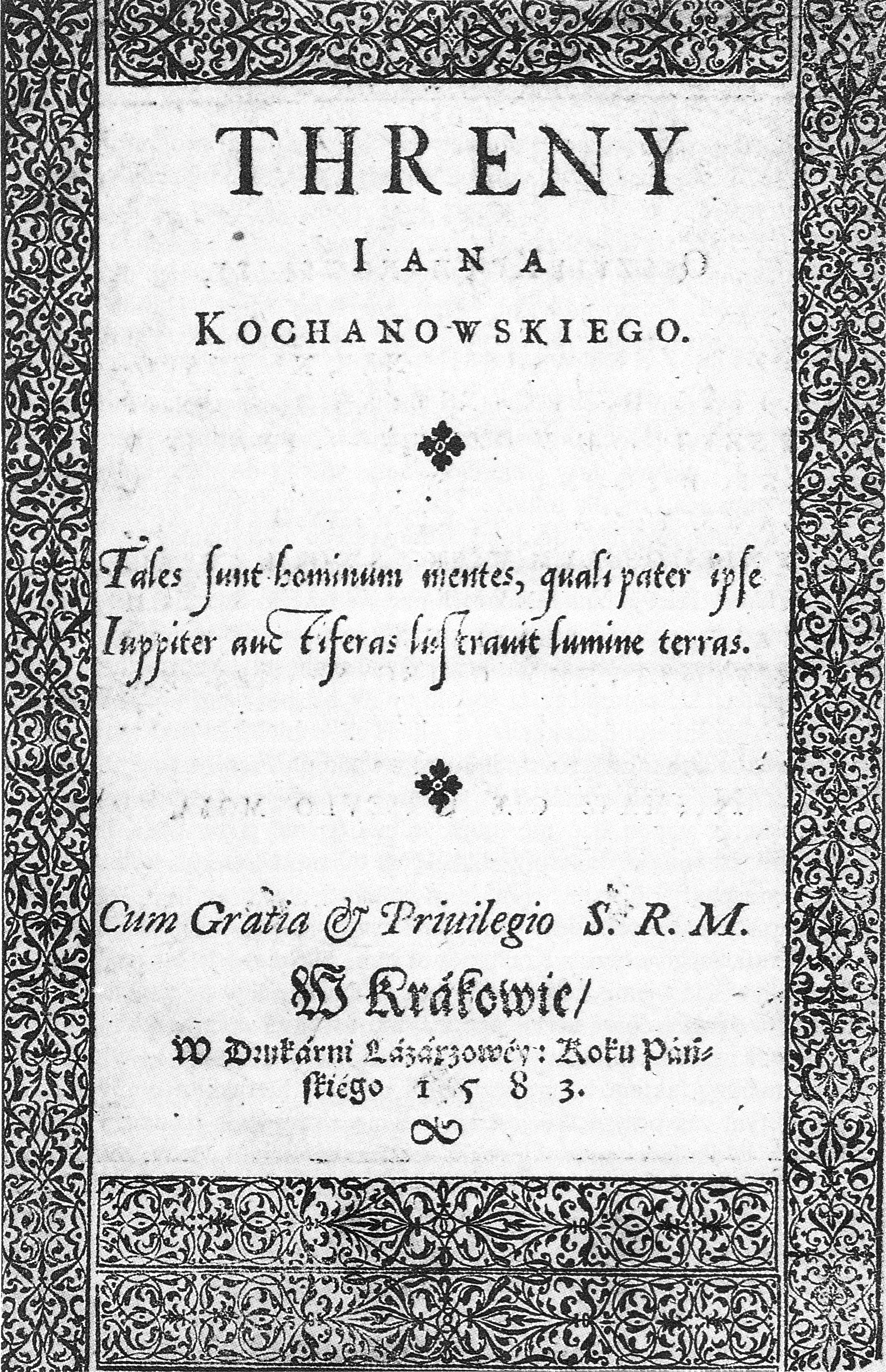
Pierwsze wydanie Trenów Jana Kochanowskiego z 1583 roku
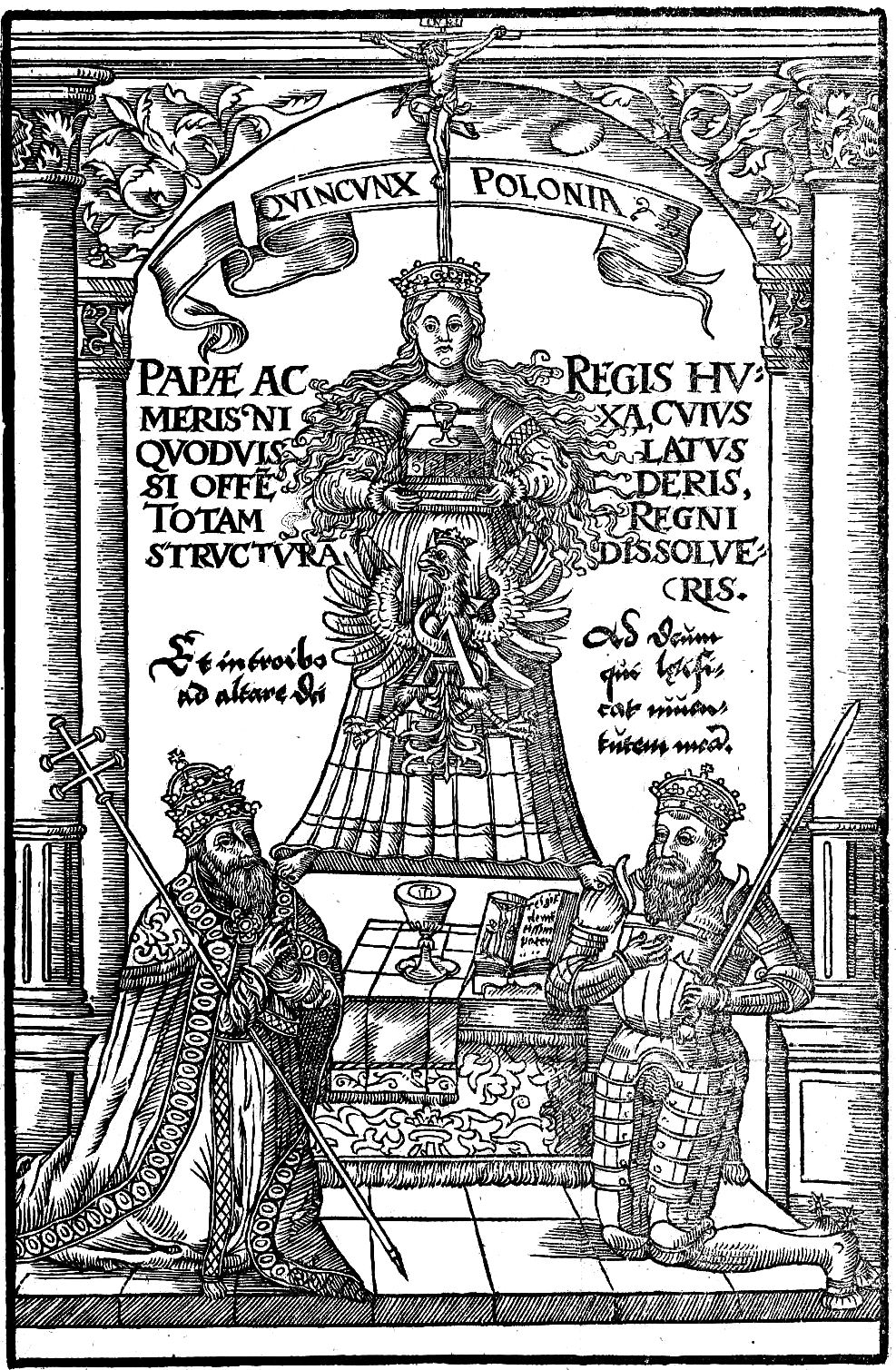
Quincunx Stanisława Orzechowskiego z 1564
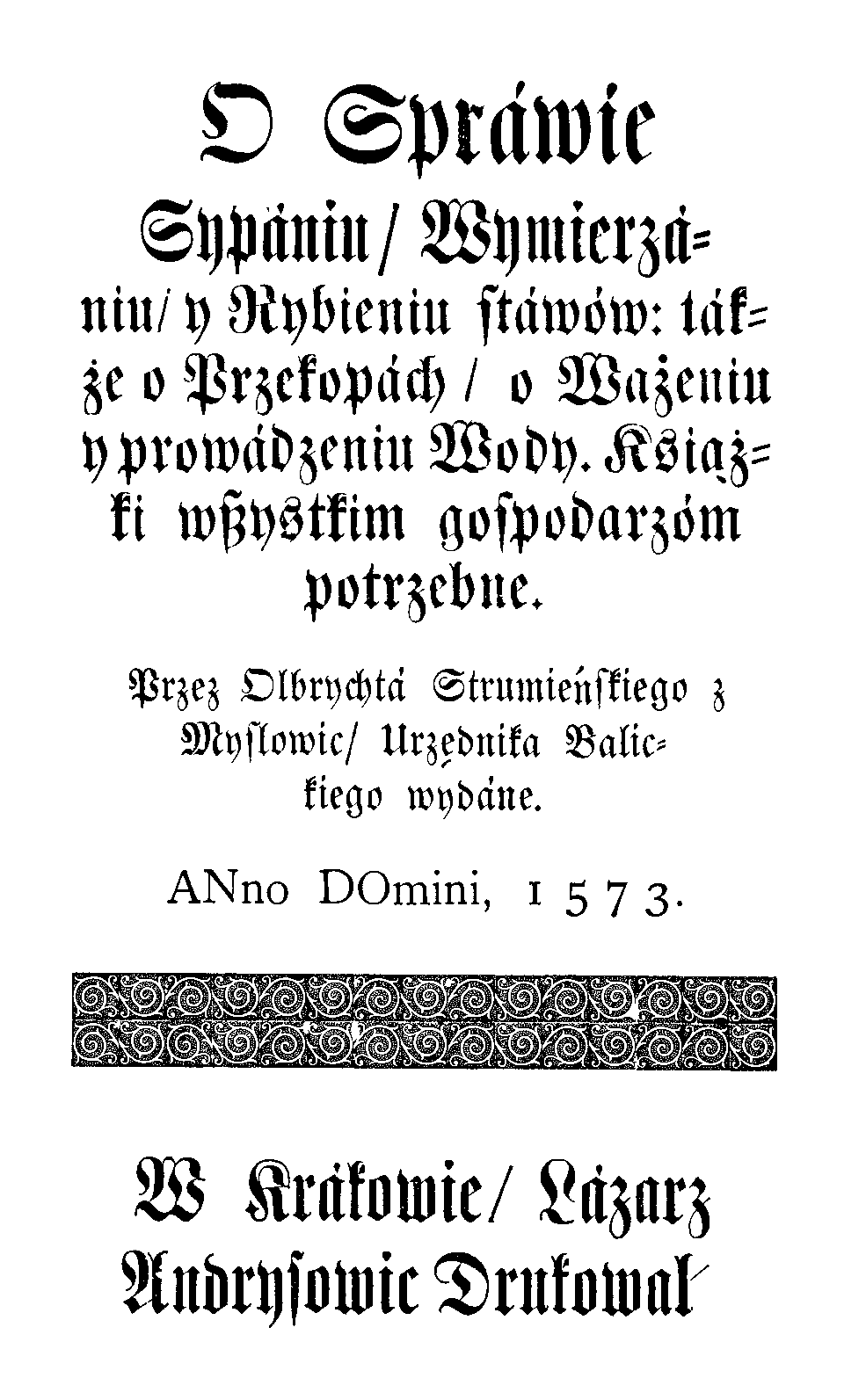
O sprawie, sypaniu, wymierzaniu i rybieniu stawów" Olbrychta Strumieńskiego z 1573.
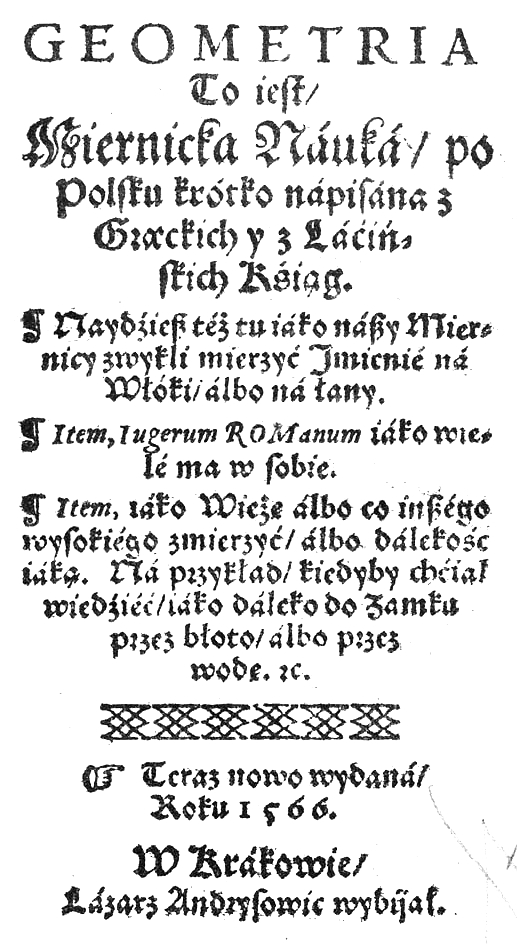
Geometria to jest miernicka nauka z 1566 roku Stanisława Grzepskiego
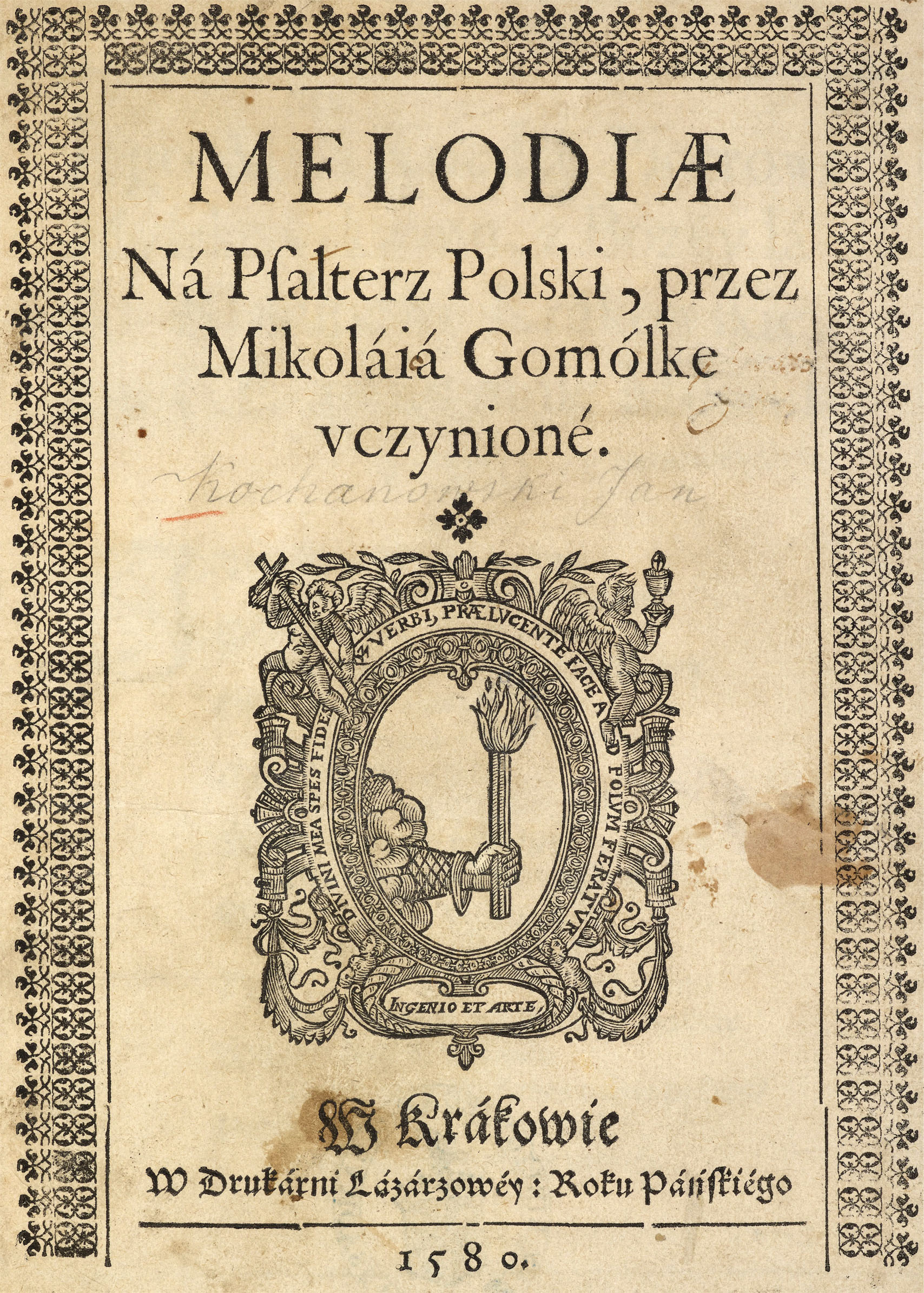
Melodiae na Psalterz polski / przez Mikolaia Gomólke vczynione, wyd. 1580
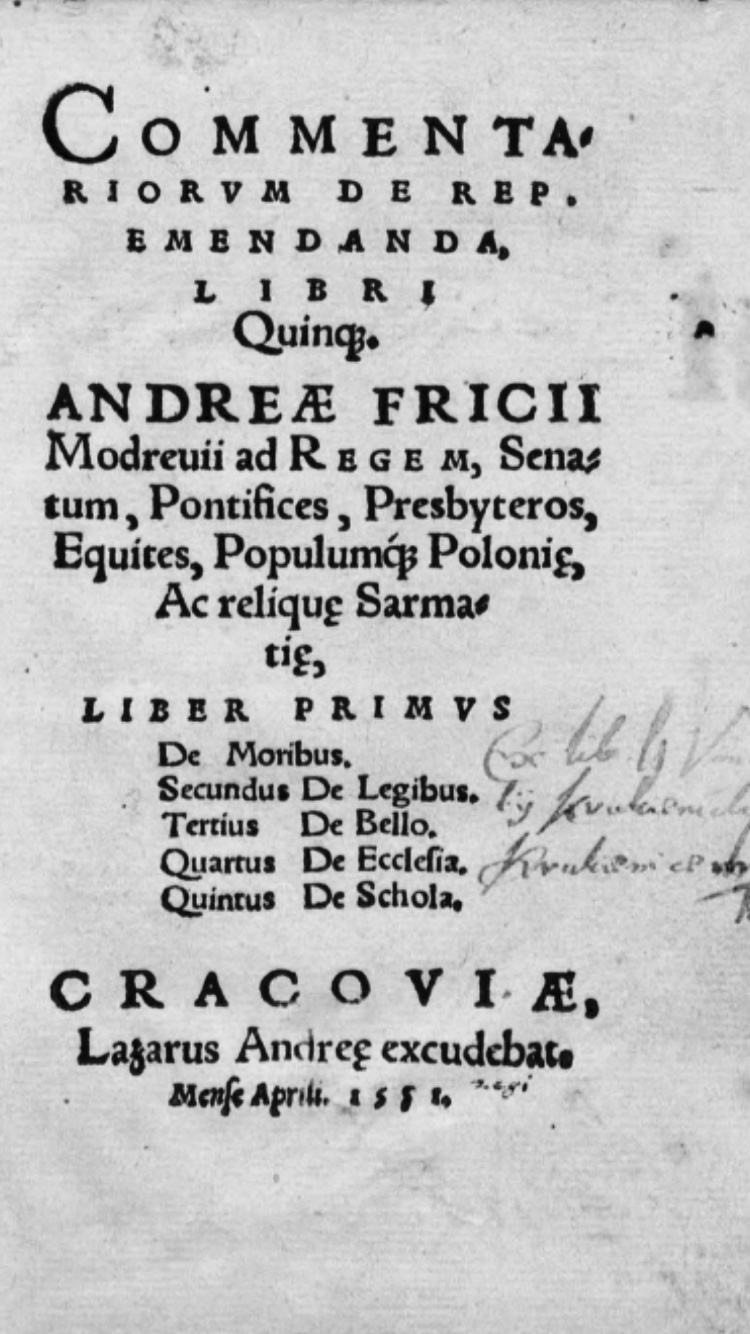
Commentariorum de Republica emendanda libri quinque Andrzeja Frycza Modrzewskiego z 1551, egzemplarz z prywatnej biblioteki króla Zygmunta Augusta

### Jan Januszowski
Po śmierci Łazarza w roku 1577, oficynę przejął syn jego i Barbary, Jan Januszowski (1550-1613), który rozwijał tłocznię jako Oficynę Łazarzową. Nowy właściciel był człowiekiem wykształconym, odbył studia prawnicze w Padwie, po powrocie do kraju był sekretarzem na dworach królów polskich, Zygmunta Augusta i Stefana Batorego. 
Gdy w 1577 roku objął przedsiębiorstwo drukarskie, zaczął wprowadzać reformy i ulepszenia. Jako zwolennik urządzeń zagranicznych za wzór brał takich drukarzy jak Aldo Manucjusza, rodzinę Estienne'ów i Plantina. Wprowadził duże, ozdobne inicjały, nie stosował ilustracji drzeworytu, próbował za to miedziorytu. W roku 1578 Januszowski otrzymał upoważnienie do drukowania statutów i konstytucji sejmowych (serwitoriat królewski), nakazujące jednocześnie drukowanie wszystkich pism urzędowych wychodzących z kancelarii królewskiej. W zamian serwitor królewski był zwolniony z wszelkich podatków. 10 lat później został nobilitowany przez króla Zygmunta III, który nadał mu wkrótce tytuł architypografa Jego Królewskiej Mości. 
Januszowski podjął drugą po Wietorze próbę stworzenia czcionki narodowej oraz ustalenia ortografii polskiej. Stworzył wzory nowych czcionek, prostych i ukośnych, dostosowanych do wymagań fonetyki i pisowni języka polskiego. Wydał projekt nowej ortografii polskiej, Nowy karakter polski (1594).
Kłopoty finansowe nie ominęły Oficyny Łazarzowej, dodatkowo podczas zarazy panującej w Krakowie w roku 1601, umarła żona i dzieci Januszowskiego. Sam został archidiakonem sądeckim i od tej pory przestał interesować się drukarnią. Wydzierżawił ją Bazylemu Skalskiemu, a następnie Maciejowi Jędrzejowczykowi, który po śmierci właściciela przejął Oficynę Łazarzową wykupując ją od pozostałych synów Januszowskiego.
Historia Oficyny Łazarzowej najprawdopodobniej kończy się w roku 1609, wskutek przeniesienia przez króla Zygmunta III Wazę stolicy z Krakowa do Warszawy.